# السر في أعينهم
السر في أعينهم هو فيلم جريمة تم إنتاجه في الولايات المتحدة وصدر في سنة 2015. الفيلم من إخراج بيلي راي وكتابة بيلي راي. من بطولة شيواتال إيجيوفور ونيكول كيدمان وجوليا روبرتس ودين نوريس وألفريد مولينا.

## القصة
تدور أحداث الفيلم حول المستشار القانوني المتقاعد راي الذي يكتب رواية على أمل العثور على حل أخير لواحدة من قضايا القتل القديمة التي لم تحسم في حينها، على الرغم من مرور 25 عامًا على وقوعها، وأثناء بحثه في الماضي، يثير ذكريات في عقله مر عليها عقود، منها حب قديم لازال يطارده بعد كل هذه المدة.

## الممثلون والشخصيات
- شيواتال إيجيوفور (بدور: راي)
- نيكول كيدمان (بدور: كلير سلون)
- جوليا روبرتس (بدور: كلير سلون)

## الميزانية والإيرادات
بلغت تكلفة إنتاج الفيلم حوالي 19.5 مليون دولار بينما حقق إيرادات تقدر بـ 32.2 مليون دولار.

## وصلات خارجية
- السر في أعينهم على موقع IMDb (الإنجليزية)
- السر في أعينهم على موقع ميتاكريتيك (الإنجليزية)
- السر في أعينهم على موقع روتن توميتوز (الإنجليزية)
- السر في أعينهم على موقع نتفليكس (الإنجليزية)
- السر في أعينهم على موقع قاعدة بيانات الأفلام العربية
- السر في أعينهم على موقع ألو سيني (الفرنسية)
- السر في أعينهم على موقع أول موفي (الإنجليزية)
- السر في أعينهم على موقع بوكس أوفيس موجو (الإنجليزية)
- السر في أعينهم على موقع فيلمافينيتي (الإسبانية)
- السر في أعينهم على موقع قاعدة بيانات الأفلام السويدية (السويدية)